# Grandvalira

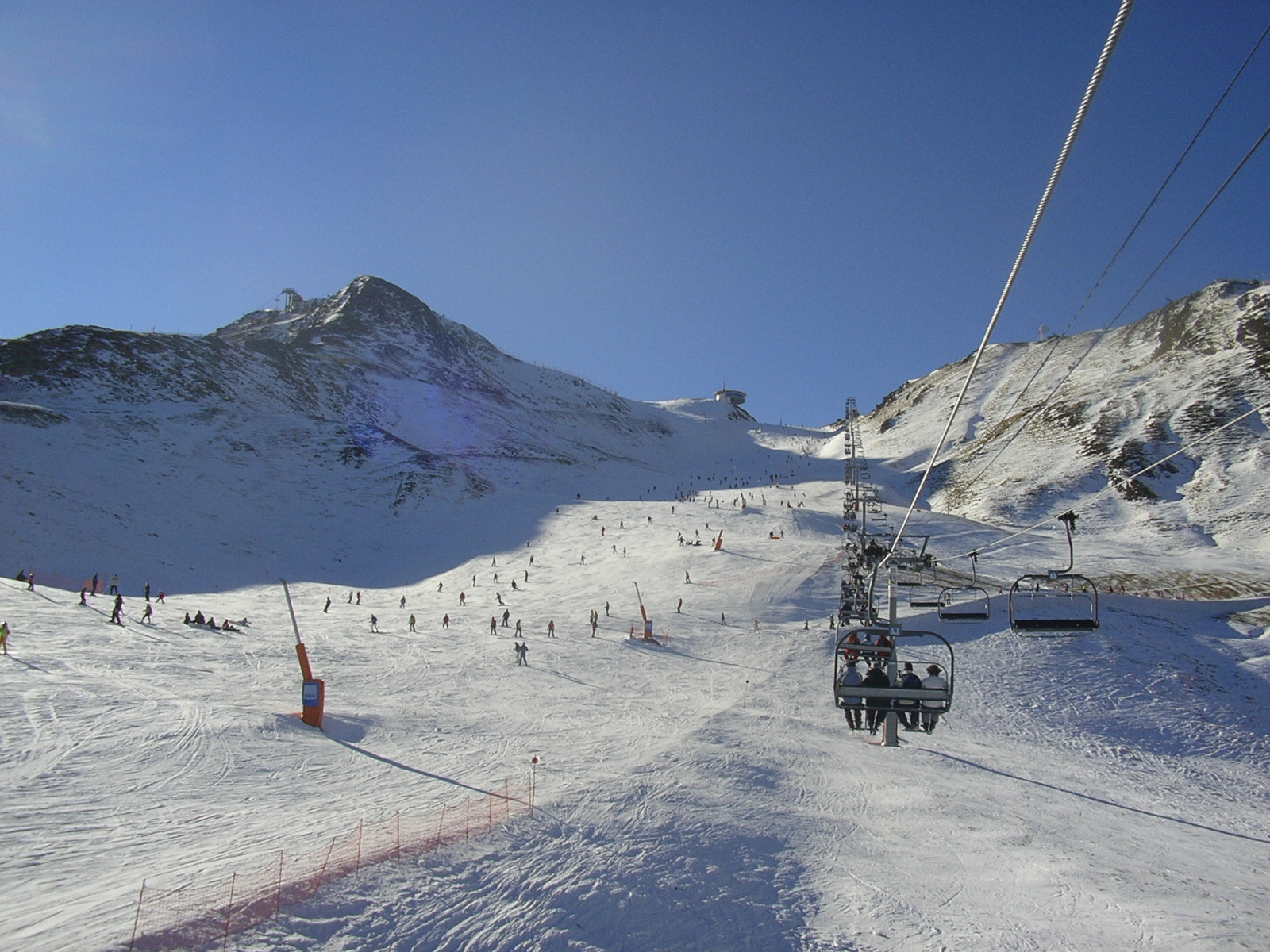
Il comprensorio nel settore di Pas de la Casa

La stazione sciistica di Grandvalira è situata sulla catena montuosa dei Pirenei, nell'estremità nord-orientale del Principato di Andorra, in prossimità del confine francese.
Si tratta del complesso sciistico più grande dei Pirenei, con oltre 210 km di piste di sci alpino che si estendono dai 1710 metri s.l.m. fino ai 2558 metri del Col Blanc. Il comprensorio include 19 piste verdi, 39 azzurre, 39 rosse e 21 nere più una pista per lo sci di fondo. I servizi includono inoltre numerosi snowpark, circuiti per le motoslitte, il mushing e le ciaspole. Il complesso, aperto tutto l'anno, offre inoltre la possibilità di praticare attività estive come escursionismo, mountain biking, golf e karting.
È possibile accedere al comprensorio da sei diversi accessi: Pas de la Casa (2100 m), Grau Roig (2120 m), Soldeu (1800 m), El Tarter (1719 m), Canillo (1500 m) ed Encamp (1300 m). Gli impianti di risalita comprendono 3 cabinovie, 30 seggiovie e 18 skilift.
Grandvalira ha ospitato nel 2012 prove della Coppa del mondo di sci alpino femminile, numerosi eventi di Coppa Europa e prove della Coppa del Mondo di sci di velocità.